# EHF Champions League der Frauen 2022/23
An der EHF Champions League 2022/23 nahmen insgesamt 16 Handball-Vereinsmannschaften teil, die sich in der vorangegangenen Saison in ihren Heimatländern für den Wettbewerb qualifiziert hatten. Es war die 63. Austragung der EHF Champions League bzw. des Europapokals der Landesmeister.

## Modus
Gruppenphase: Es gab zwei Gruppen mit je acht Mannschaften. In einer Gruppe spielte jeder gegen jeden ein Hin- und Rückspiel; die jeweils sechs Gruppenbesten erreichten die Play-offs.
Play-offs: In der ersten Runde der Play-offs wurde im K.-o.-System mit Hin- und Rückspiel gespielt. Es traten die Drittplatzierten gegen die Sechstplatzierten und die Viertplatzierten gegen die Fünftplatzierten aus der Parallelgruppe an.
Viertelfinale: Das Viertelfinale wurde im K.-o.-System mit Hin- und Rückspiel gespielt. Die Gewinner der ersten Runde der Play-offs traten jeweils gegen die Erst- und Zweitplatzierten aus der Gruppenphase an.
Final Four: Die Gewinner der Viertelfinalspiele nahmen am Final-Four-Turnier teil. Das Halbfinale wurde im K.-o.-System gespielt. Die Gewinner jeder Partie zogen in das Finale ein. Die Verlierer jeder Partie zogen in das Spiel um den dritten Platz ein. Es wurde pro Halbfinale nur ein Spiel ausgetragen. Auch das Finale und das Spiel um Platz drei wurde im einfachen Modus ausgespielt.

## Gruppenphase
Die Auslosung der Gruppenphase fand am 1. Juli 2022 in Wien statt.
Für die Gruppenphase waren neun Teams gesetzt: ŽRK Lokomotiva Zagreb, Odense Håndbold, Team Esbjerg, Metz Handball, SG BBM Bietigheim, Györi Audi ETO KC, Buducnost BEMAX, Vipers Kristiansand und CS Rapid Bucurest. Sieben weitere Plätze wurden als „upgrade“ vergeben, und zwar an DHK Baník Most, Brest Bretagne Handball, FTC Rail-Cargo Hungaria, Storhamar Handball Elite, CSM Bukarest, RK Krim Mercator und Kastamonu Belediyesi GSK. Das Team von Borussia Dortmund erhielt kein upgrade und trat in der European League 2022/23 an.

### Gruppen
| Gruppe A Odense Håndbold Vipers Kristiansand Rokometni Klub Krim SG BBM Bietigheim Brest Bretagne Handball FTC-Rail Cargo Hungaria DHK Baník Most CSM Bukarest | Gruppe B Győri ETO KC Metz Handball Rapid Bukarest ŽRK Budućnost Podgorica Storhamar Håndball Team Esbjerg Kastamonu Belediyesi GSK ŽRK Lokomotiva Zagreb |

## Gruppenphase

### Entscheidungen
|  | Qualifikationsplatz für das Viertelfinale             |
|  | Qualifikationsplatz für die erste Runde der Play-offs |
|  | Platz des ausscheidenden Vereins                      |

### Gruppe A
| Pl. | Land                    | Sp. | S  | U | N  | Tore      | Diff. | Punkte  |
| --- | ----------------------- | --- | -- | - | -- | --------- | ----- | ------- |
| 1.  | Vipers Kristiansand     | 14  | 11 | 1 | 2  | 0456:3730 | +83   | 023:50  |
| 2.  | CSM Bukarest            | 14  | 10 | 2 | 2  | 0439:3860 | +53   | 022:60  |
| 3.  | Odense Håndbold         | 14  | 8  | 0 | 6  | 0398:3730 | +25   | 016:120 |
| 4.  | FTC-Rail Cargo Hungaria | 14  | 7  | 1 | 6  | 0407:3740 | +33   | 015:130 |
| 5.  | Rokometni Klub Krim     | 14  | 6  | 0 | 8  | 0399:4050 | −6    | 012:160 |
| 6.  | Brest Bretagne Handball | 14  | 5  | 2 | 7  | 0377:3780 | −1    | 012:160 |
| 7.  | SG BBM Bietigheim       | 14  | 5  | 2 | 7  | 0432:3880 | +44   | 012:160 |
| 8.  | DHK Baník Most          | 14  | 0  | 0 | 14 | 0347:5780 | −231  | 00:280  |

| 10. September 2022 16:00 Uhr | FTC-Rail Cargo Hungaria                    | 27:23   | Odense Håndbold    | Érd Aréna, Érd Zuschauer: 1200 Schiedsrichter: Merz, Kuttler |
| 10. September 2022 16:00 Uhr | meiste Tore: Bölk, Malestein, Klujber je 7 | (12:12) | meiste Tore: Rej 7 | Érd Aréna, Érd Zuschauer: 1200 Schiedsrichter: Merz, Kuttler |
| 10. September 2022 16:00 Uhr | Spielbericht                               |         |                    | Érd Aréna, Érd Zuschauer: 1200 Schiedsrichter: Merz, Kuttler |

| 10. September 2022 18:00 Uhr | Vipers Kristiansand      | 31:24   | Brest Bretagne Handball | Aquarama Kristiansand, Kristiansand Zuschauer: 1277 Schiedsrichter: Christiansen, Hansen |
| 10. September 2022 18:00 Uhr | meiste Tore: Jeřábková 8 | (18:13) | meiste Tore: Jauković 6 | Aquarama Kristiansand, Kristiansand Zuschauer: 1277 Schiedsrichter: Christiansen, Hansen |
| 10. September 2022 18:00 Uhr | Spielbericht             |         |                         | Aquarama Kristiansand, Kristiansand Zuschauer: 1277 Schiedsrichter: Christiansen, Hansen |

| 11. September 2022 14:00 Uhr | DHK Baník Most          | 23:46   | SG BBM Bietigheim               | Rocknet aréna, Chomutov Zuschauer: 850 Schiedsrichter: Antić, Jakovljević |
| 11. September 2022 14:00 Uhr | meiste Tore: Smetková 7 | (12:23) | meiste Tore: Maidhof, Malá je 6 | Rocknet aréna, Chomutov Zuschauer: 850 Schiedsrichter: Antić, Jakovljević |
| 11. September 2022 14:00 Uhr | Spielbericht            |         |                                 | Rocknet aréna, Chomutov Zuschauer: 850 Schiedsrichter: Antić, Jakovljević |

| 11. September 2022 16:00 Uhr | CSM Bukarest         | 30:28   | Rokometni Klub Krim      | Sala Polivalentă din București, Bukarest Zuschauer: 3200 Schiedsrichter: Vujačić, Kažanegra |
| 11. September 2022 16:00 Uhr | meiste Tore: Zaadi 9 | (17:19) | meiste Tore: Radičević 9 | Sala Polivalentă din București, Bukarest Zuschauer: 3200 Schiedsrichter: Vujačić, Kažanegra |
| 11. September 2022 16:00 Uhr | Spielbericht         |         |                          | Sala Polivalentă din București, Bukarest Zuschauer: 3200 Schiedsrichter: Vujačić, Kažanegra |

| 18. September 2022 14:00 Uhr | SG BBM Bietigheim      | 40:20  | FTC-Rail Cargo Hungaria | MHPArena, Ludwigsburg Zuschauer: 1721 Schiedsrichter: Carmaux, Mursch |
| 18. September 2022 14:00 Uhr | meiste Tore: Maidhof 9 | (18:9) | meiste Tore: Klujber 6  | MHPArena, Ludwigsburg Zuschauer: 1721 Schiedsrichter: Carmaux, Mursch |
| 18. September 2022 14:00 Uhr | Spielbericht           |        |                         | MHPArena, Ludwigsburg Zuschauer: 1721 Schiedsrichter: Carmaux, Mursch |

| 18. September 2022 14:00 Uhr | Rokometni Klub Krim       | 21:27   | Vipers Kristiansand      | Arena Stožice, Ljubljana Zuschauer: 550 Schiedsrichter: Andorka, Hucker |
| 18. September 2022 14:00 Uhr | meiste Tore: Dmitrijewa 8 | (11:13) | meiste Tore: Jeřábková 8 | Arena Stožice, Ljubljana Zuschauer: 550 Schiedsrichter: Andorka, Hucker |
| 18. September 2022 14:00 Uhr | Spielbericht              |         |                          | Arena Stožice, Ljubljana Zuschauer: 550 Schiedsrichter: Andorka, Hucker |

| 18. September 2022 16:00 Uhr | Odense Håndbold         | 41:22   | DHK Baník Most          | Sydbank Arena, Odense Zuschauer: 1633 Schiedsrichter: M. Sá, V. Sá |
| 18. September 2022 16:00 Uhr | meiste Tore: Housheer 7 | (24:11) | meiste Tore: Smetková 5 | Sydbank Arena, Odense Zuschauer: 1633 Schiedsrichter: M. Sá, V. Sá |
| 18. September 2022 16:00 Uhr | Spielbericht            |         |                         | Sydbank Arena, Odense Zuschauer: 1633 Schiedsrichter: M. Sá, V. Sá |

| 18. September 2022 16:00 Uhr | Brest Bretagne Handball | 26:33   | CSM Bukarest            | Brest Arena, Brest Zuschauer: 2955 Schiedsrichter: Şimşek, Ünlü Hatipoğlu |
| 18. September 2022 16:00 Uhr | meiste Tore: Jauković 7 | (13:17) | meiste Tore: Omoregie 6 | Brest Arena, Brest Zuschauer: 2955 Schiedsrichter: Şimşek, Ünlü Hatipoğlu |
| 18. September 2022 16:00 Uhr | Spielbericht            |         |                         | Brest Arena, Brest Zuschauer: 2955 Schiedsrichter: Şimşek, Ünlü Hatipoğlu |

| 24. September 2022 16:00 Uhr | FTC-Rail Cargo Hungaria | 20:21  | Brest Bretagne Handball  | Érd Aréna, Érd Zuschauer: 1800 Schiedsrichter: Vujačić, Kažanegra |
| 24. September 2022 16:00 Uhr | meiste Tore: Klujber 8  | (9:12) | meiste Tore: Jauković 12 | Érd Aréna, Érd Zuschauer: 1800 Schiedsrichter: Vujačić, Kažanegra |
| 24. September 2022 16:00 Uhr | Spielbericht            |        |                          | Érd Aréna, Érd Zuschauer: 1800 Schiedsrichter: Vujačić, Kažanegra |

| 24. September 2022 16:00 Uhr | DHK Baník Most           | 29:42   | Rokometni Klub Krim              | Rocknet aréna, Chomutov Zuschauer: 500 Schiedsrichter: Christidi, Papamattheou |
| 24. September 2022 16:00 Uhr | meiste Tore: Stríšková 8 | (13:21) | meiste Tore: 4 Spielerinnen je 6 | Rocknet aréna, Chomutov Zuschauer: 500 Schiedsrichter: Christidi, Papamattheou |
| 24. September 2022 16:00 Uhr | Spielbericht             |         |                                  | Rocknet aréna, Chomutov Zuschauer: 500 Schiedsrichter: Christidi, Papamattheou |

| 24. September 2022 18:00 Uhr | Vipers Kristiansand | 34:27   | Odense Håndbold                     | Aquarama Kristiansand, Kristiansand Zuschauer: 1382 Schiedsrichter: Vranes, Wenninger |
| 24. September 2022 18:00 Uhr | meiste Tore: Dahl 7 | (16:10) | meiste Tore: van Wetering, Rej je 7 | Aquarama Kristiansand, Kristiansand Zuschauer: 1382 Schiedsrichter: Vranes, Wenninger |
| 24. September 2022 18:00 Uhr | Spielbericht        |         |                                     | Aquarama Kristiansand, Kristiansand Zuschauer: 1382 Schiedsrichter: Vranes, Wenninger |

| 25. September 2022 16:00 Uhr | CSM Bukarest         | 28:28   | SG BBM Bietigheim                    | Sala Polivalentă din București, Bukarest Zuschauer: 3500 Schiedsrichter: Lesiak, Lidacka |
| 25. September 2022 16:00 Uhr | meiste Tore: Neagu 8 | (13:16) | meiste Tore: Kudłacz-Gloc, Malá je 5 | Sala Polivalentă din București, Bukarest Zuschauer: 3500 Schiedsrichter: Lesiak, Lidacka |
| 25. September 2022 16:00 Uhr | Spielbericht         |         |                                      | Sala Polivalentă din București, Bukarest Zuschauer: 3500 Schiedsrichter: Lesiak, Lidacka |

| 9. Oktober 2022 14:00 Uhr | Rokometni Klub Krim      | 30:32   | FTC-Rail Cargo Hungaria | Hala Tivoli, Ljubljana Zuschauer: 525 Schiedsrichter: Metalari, Nikolovski |
| 9. Oktober 2022 14:00 Uhr | meiste Tore: Radičević 9 | (15:15) | meiste Tore: Klujber 12 | Hala Tivoli, Ljubljana Zuschauer: 525 Schiedsrichter: Metalari, Nikolovski |
| 9. Oktober 2022 14:00 Uhr | Spielbericht             |         |                         | Hala Tivoli, Ljubljana Zuschauer: 525 Schiedsrichter: Metalari, Nikolovski |

| 9. Oktober 2022 16:00 Uhr | Odense Håndbold        | 27:31   | CSM Bukarest          | Sydbank Arena, Odense Zuschauer: 1783 Schiedsrichter: Álvarez Mata, Bustamante López |
| 9. Oktober 2022 16:00 Uhr | meiste Tore: Aardahl 9 | (13:15) | meiste Tore: Neagu 10 | Sydbank Arena, Odense Zuschauer: 1783 Schiedsrichter: Álvarez Mata, Bustamante López |
| 9. Oktober 2022 16:00 Uhr | Spielbericht           |         |                       | Sydbank Arena, Odense Zuschauer: 1783 Schiedsrichter: Álvarez Mata, Bustamante López |

| 9. Oktober 2022 16:00 Uhr | SG BBM Bietigheim                                        | 32:30   | Vipers Kristiansand | MHPArena, Ludwigsburg Zuschauer: 1803 Schiedsrichter: Balvan, Praštalo |
| 9. Oktober 2022 16:00 Uhr | meiste Tore: Kudłacz-Gloc, Smits, Østergaard Jensen je 6 | (16:17) | meiste Tore: Dahl 7 | MHPArena, Ludwigsburg Zuschauer: 1803 Schiedsrichter: Balvan, Praštalo |
| 9. Oktober 2022 16:00 Uhr | Spielbericht                                             |         |                     | MHPArena, Ludwigsburg Zuschauer: 1803 Schiedsrichter: Balvan, Praštalo |

| 9. Oktober 2022 16:00 Uhr | Brest Bretagne Handball               | 31:26   | DHK Baník Most            | Brest Arena, Brest Zuschauer: 3694 Schiedsrichter: Barysas, Petrušis |
| 9. Oktober 2022 16:00 Uhr | meiste Tore: Lassource, Coatanea je 5 | (17:14) | meiste Tore: Cholevová 10 | Brest Arena, Brest Zuschauer: 3694 Schiedsrichter: Barysas, Petrušis |
| 9. Oktober 2022 16:00 Uhr | Spielbericht                          |         |                           | Brest Arena, Brest Zuschauer: 3694 Schiedsrichter: Barysas, Petrušis |

| 15. Oktober 2022 16:00 Uhr | FTC-Rail Cargo Hungaria | 26:26   | Vipers Kristiansand       | Érd Aréna, Érd Zuschauer: 2400 Schiedsrichter: M. Sá, V. Sá |
| 15. Oktober 2022 16:00 Uhr | meiste Tore: Klujber 6  | (12:14) | meiste Tore: Wjachirewa 8 | Érd Aréna, Érd Zuschauer: 2400 Schiedsrichter: M. Sá, V. Sá |
| 15. Oktober 2022 16:00 Uhr | Spielbericht            |         |                           | Érd Aréna, Érd Zuschauer: 2400 Schiedsrichter: M. Sá, V. Sá |

| 15. Oktober 2022 18:00 Uhr | Brest Bretagne Handball           | 21:25  | Odense Håndbold       | Brest Arena, Brest Zuschauer: 3081 Schiedsrichter: Antić, Jakovljević |
| 15. Oktober 2022 18:00 Uhr | meiste Tore: Jauković, Foppa je 4 | (8:16) | meiste Tore: Løseth 8 | Brest Arena, Brest Zuschauer: 3081 Schiedsrichter: Antić, Jakovljević |
| 15. Oktober 2022 18:00 Uhr | Spielbericht                      |        |                       | Brest Arena, Brest Zuschauer: 3081 Schiedsrichter: Antić, Jakovljević |

| 16. Oktober 2022 14:00 Uhr | SG BBM Bietigheim      | 30:23   | Rokometni Klub Krim       | MHPArena, Ludwigsburg Zuschauer: 953 Schiedsrichter: Vranes, Wenninger |
| 16. Oktober 2022 14:00 Uhr | meiste Tore: Maidhof 6 | (15:14) | meiste Tore: Dmitrijewa 6 | MHPArena, Ludwigsburg Zuschauer: 953 Schiedsrichter: Vranes, Wenninger |
| 16. Oktober 2022 14:00 Uhr | Spielbericht           |         |                           | MHPArena, Ludwigsburg Zuschauer: 953 Schiedsrichter: Vranes, Wenninger |

| 16. Oktober 2022 16:00 Uhr | CSM Bukarest         | 40:25   | DHK Baník Most           | Sala Polivalentă din București, Bukarest Zuschauer: 3560 Schiedsrichter: Kijauskaitė, Žalienė |
| 16. Oktober 2022 16:00 Uhr | meiste Tore: Neagu 5 | (25:13) | meiste Tore: Cholevová 6 | Sala Polivalentă din București, Bukarest Zuschauer: 3560 Schiedsrichter: Kijauskaitė, Žalienė |
| 16. Oktober 2022 16:00 Uhr | Spielbericht         |         |                          | Sala Polivalentă din București, Bukarest Zuschauer: 3560 Schiedsrichter: Kijauskaitė, Žalienė |

| 22. Oktober 2022 16:00 Uhr | DHK Baník Most           | 27:46   | FTC-Rail Cargo Hungaria | Rocknet aréna, Chomutov Zuschauer: 680 Schiedsrichter: Álvarez Mata, Bustamante López |
| 22. Oktober 2022 16:00 Uhr | meiste Tore: Cholevová 7 | (11:26) | meiste Tore: Klujber 11 | Rocknet aréna, Chomutov Zuschauer: 680 Schiedsrichter: Álvarez Mata, Bustamante López |
| 22. Oktober 2022 16:00 Uhr | Spielbericht             |         |                         | Rocknet aréna, Chomutov Zuschauer: 680 Schiedsrichter: Álvarez Mata, Bustamante López |

| 22. Oktober 2022 18:00 Uhr | Vipers Kristiansand       | 35:29   | CSM Bukarest          | Aquarama Kristiansand, Kristiansand Zuschauer: 1901 Schiedsrichter: Tzaferopoulos, Bethmann |
| 22. Oktober 2022 18:00 Uhr | meiste Tore: Jeřábková 11 | (15:15) | meiste Tore: Neagu 10 | Aquarama Kristiansand, Kristiansand Zuschauer: 1901 Schiedsrichter: Tzaferopoulos, Bethmann |
| 22. Oktober 2022 18:00 Uhr | Spielbericht              |         |                       | Aquarama Kristiansand, Kristiansand Zuschauer: 1901 Schiedsrichter: Tzaferopoulos, Bethmann |

| 23. Oktober 2022 14:00 Uhr | Rokometni Klub Krim      | 24:22   | Brest Bretagne Handball | Arena Stožice, Ljubljana Zuschauer: 713 Schiedsrichter: Pobedryna, Duplyj |
| 23. Oktober 2022 14:00 Uhr | meiste Tore: Radičević 6 | (12:10) | meiste Tore: Carlson 6  | Arena Stožice, Ljubljana Zuschauer: 713 Schiedsrichter: Pobedryna, Duplyj |
| 23. Oktober 2022 14:00 Uhr | Spielbericht             |         |                         | Arena Stožice, Ljubljana Zuschauer: 713 Schiedsrichter: Pobedryna, Duplyj |

| 23. Oktober 2022 16:00 Uhr | Odense Håndbold         | 31:24   | SG BBM Bietigheim      | Sydbank Arena, Odense Zuschauer: 1978 Schiedsrichter: Metalari, Nikolovski |
| 23. Oktober 2022 16:00 Uhr | meiste Tore: Højlund 10 | (14:12) | meiste Tore: Maidhof 7 | Sydbank Arena, Odense Zuschauer: 1978 Schiedsrichter: Metalari, Nikolovski |
| 23. Oktober 2022 16:00 Uhr | Spielbericht            |         |                        | Sydbank Arena, Odense Zuschauer: 1978 Schiedsrichter: Metalari, Nikolovski |

| 3. Dezember 2022 16:00 Uhr | DHK Baník Most                          | 21:43   | Vipers Kristiansand       | Rocknet aréna, Chomutov Zuschauer: 950 Schiedsrichter: Lesiak, Lidacka |
| 3. Dezember 2022 16:00 Uhr | meiste Tore: Stříšková, Andrýsková je 5 | (15:20) | meiste Tore: Jeřábková 11 | Rocknet aréna, Chomutov Zuschauer: 950 Schiedsrichter: Lesiak, Lidacka |
| 3. Dezember 2022 16:00 Uhr | Spielbericht                            |         |                           | Rocknet aréna, Chomutov Zuschauer: 950 Schiedsrichter: Lesiak, Lidacka |

| 4. Dezember 2022 14:00 Uhr | Rokometni Klub Krim                          | 23:29   | Odense Håndbold                         | Hala Tivoli, Ljubljana Zuschauer: 1125 Schiedsrichter: Şimşek, Ünlü Hatipoğlu |
| 4. Dezember 2022 14:00 Uhr | meiste Tore: Radičević, Stanko, Lazović je 4 | (15:11) | meiste Tore: Aardahl, van Wetering je 6 | Hala Tivoli, Ljubljana Zuschauer: 1125 Schiedsrichter: Şimşek, Ünlü Hatipoğlu |
| 4. Dezember 2022 14:00 Uhr | Spielbericht                                 |         |                                         | Hala Tivoli, Ljubljana Zuschauer: 1125 Schiedsrichter: Şimşek, Ünlü Hatipoğlu |

| 4. Dezember 2022 16:00 Uhr | SG BBM Bietigheim     | 25:25   | Brest Bretagne Handball | MHPArena, Ludwigsburg Zuschauer: 1211 Schiedsrichter: Panayides, Andreou |
| 4. Dezember 2022 16:00 Uhr | meiste Tore: Dulfer 7 | (14:13) | meiste Tore: Toublanc 7 | MHPArena, Ludwigsburg Zuschauer: 1211 Schiedsrichter: Panayides, Andreou |
| 4. Dezember 2022 16:00 Uhr | Spielbericht          |         |                         | MHPArena, Ludwigsburg Zuschauer: 1211 Schiedsrichter: Panayides, Andreou |

| 4. Dezember 2022 16:00 Uhr | CSM Bukarest          | 30:24   | FTC-Rail Cargo Hungaria  | Sala Polivalentă din București, Bukarest Zuschauer: 4700 Schiedsrichter: Jović, Arnautović |
| 4. Dezember 2022 16:00 Uhr | meiste Tore: Neagu 13 | (10:11) | meiste Tore: Malestein 5 | Sala Polivalentă din București, Bukarest Zuschauer: 4700 Schiedsrichter: Jović, Arnautović |
| 4. Dezember 2022 16:00 Uhr | Spielbericht          |         |                          | Sala Polivalentă din București, Bukarest Zuschauer: 4700 Schiedsrichter: Jović, Arnautović |

| 10. Dezember 2022 16:00 Uhr | FTC-Rail Cargo Hungaria                 | 29:33   | CSM Bukarest          | Érd Aréna, Érd Zuschauer: 2000 Schiedsrichter: Antić, Jakovljević |
| 10. Dezember 2022 16:00 Uhr | meiste Tore: Bölk, Márton, Klujber je 5 | (11:17) | meiste Tore: Pintea 6 | Érd Aréna, Érd Zuschauer: 2000 Schiedsrichter: Antić, Jakovljević |
| 10. Dezember 2022 16:00 Uhr | Spielbericht                            |         |                       | Érd Aréna, Érd Zuschauer: 2000 Schiedsrichter: Antić, Jakovljević |

| 10. Dezember 2022 18:00 Uhr | Vipers Kristiansand               | 39:24   | DHK Baník Most            | Aquarama Kristiansand, Kristiansand Zuschauer: 1121 Schiedsrichter: Nygaard, Pedersen |
| 10. Dezember 2022 18:00 Uhr | meiste Tore: Høve, Jeřábková je 7 | (18:10) | meiste Tore: Cholevová 14 | Aquarama Kristiansand, Kristiansand Zuschauer: 1121 Schiedsrichter: Nygaard, Pedersen |
| 10. Dezember 2022 18:00 Uhr | Spielbericht                      |         |                           | Aquarama Kristiansand, Kristiansand Zuschauer: 1121 Schiedsrichter: Nygaard, Pedersen |

| 10. Dezember 2022 18:00 Uhr | Brest Bretagne Handball | 32:28   | SG BBM Bietigheim             | La Cimenterie, Landerneau Zuschauer: 1500 Schiedsrichter: Caçador, Nicolau |
| 10. Dezember 2022 18:00 Uhr | meiste Tore: Toublanc 9 | (17:18) | meiste Tore: Naidzinavicius 7 | La Cimenterie, Landerneau Zuschauer: 1500 Schiedsrichter: Caçador, Nicolau |
| 10. Dezember 2022 18:00 Uhr | Spielbericht            |         |                               | La Cimenterie, Landerneau Zuschauer: 1500 Schiedsrichter: Caçador, Nicolau |

| 11. Dezember 2022 16:00 Uhr | Odense Håndbold         | 26:22   | Rokometni Klub Krim   | Sydbank Arena, Odense Zuschauer: 1778 Schiedsrichter: Balvan, Praštalo |
| 11. Dezember 2022 16:00 Uhr | meiste Tore: Housheer 8 | (15:11) | meiste Tore: Rosiak 6 | Sydbank Arena, Odense Zuschauer: 1778 Schiedsrichter: Balvan, Praštalo |
| 11. Dezember 2022 16:00 Uhr | Spielbericht            |         |                       | Sydbank Arena, Odense Zuschauer: 1778 Schiedsrichter: Balvan, Praštalo |

| 17. Dezember 2022 16:00 Uhr | FTC-Rail Cargo Hungaria | 43:19   | DHK Baník Most           | Érd Aréna, Érd Zuschauer: 1345 Schiedsrichter: Vranes, Wenninger |
| 17. Dezember 2022 16:00 Uhr | meiste Tore: Klujber 10 | (20:11) | meiste Tore: Cholevová 6 | Érd Aréna, Érd Zuschauer: 1345 Schiedsrichter: Vranes, Wenninger |
| 17. Dezember 2022 16:00 Uhr | Spielbericht            |         |                          | Érd Aréna, Érd Zuschauer: 1345 Schiedsrichter: Vranes, Wenninger |

| 17. Dezember 2022 18:00 Uhr | Brest Bretagne Handball | 22:24   | Rokometni Klub Krim      | Brest Arena, Brest Zuschauer: 3766 Schiedsrichter: Braseth, Sundet |
| 17. Dezember 2022 18:00 Uhr | meiste Tore: Jauković 6 | (12:10) | meiste Tore: Radičević 7 | Brest Arena, Brest Zuschauer: 3766 Schiedsrichter: Braseth, Sundet |
| 17. Dezember 2022 18:00 Uhr | Spielbericht            |         |                          | Brest Arena, Brest Zuschauer: 3766 Schiedsrichter: Braseth, Sundet |

| 18. Dezember 2022 14:00 Uhr | SG BBM Bietigheim      | 24:27   | Odense Håndbold         | MHPArena, Ludwigsburg Zuschauer: 1912 Schiedsrichter: Vujačić, Kažanegra |
| 18. Dezember 2022 14:00 Uhr | meiste Tore: Maidhof 6 | (16:13) | meiste Tore: Housheer 7 | MHPArena, Ludwigsburg Zuschauer: 1912 Schiedsrichter: Vujačić, Kažanegra |
| 18. Dezember 2022 14:00 Uhr | Spielbericht           |         |                         | MHPArena, Ludwigsburg Zuschauer: 1912 Schiedsrichter: Vujačić, Kažanegra |

| 18. Dezember 2022 16:00 Uhr | CSM Bukarest         | 27:24   | Vipers Kristiansand      | Sala Polivalentă din București, Bukarest Zuschauer: 4200 Schiedsrichter: Backović, Palačković |
| 18. Dezember 2022 16:00 Uhr | meiste Tore: Neagu 9 | (15:16) | meiste Tore: Jeřábková 9 | Sala Polivalentă din București, Bukarest Zuschauer: 4200 Schiedsrichter: Backović, Palačković |
| 18. Dezember 2022 16:00 Uhr | Spielbericht         |         |                          | Sala Polivalentă din București, Bukarest Zuschauer: 4200 Schiedsrichter: Backović, Palačković |

| 7. Januar 2023 16:00 Uhr | DHK Baník Most            | 26:35   | CSM Bukarest          | Rocknet aréna, Chomutov Zuschauer: 546 Schiedsrichter: Pobedryna, Duplyj |
| 7. Januar 2023 16:00 Uhr | meiste Tore: Andrýsková 6 | (10:20) | meiste Tore: Neagu 10 | Rocknet aréna, Chomutov Zuschauer: 546 Schiedsrichter: Pobedryna, Duplyj |
| 7. Januar 2023 16:00 Uhr | Spielbericht              |         |                       | Rocknet aréna, Chomutov Zuschauer: 546 Schiedsrichter: Pobedryna, Duplyj |

| 7. Januar 2023 18:00 Uhr | Odense Håndbold                          | 25:24   | Brest Bretagne Handball             | Sydbank Arena, Odense Zuschauer: 2185 Schiedsrichter: Doychinow, Goretsow |
| 7. Januar 2023 18:00 Uhr | meiste Tore: van Wetering, Housheer je 6 | (14:11) | meiste Tore: Toublanc, Brnović je 5 | Sydbank Arena, Odense Zuschauer: 2185 Schiedsrichter: Doychinow, Goretsow |
| 7. Januar 2023 18:00 Uhr | Spielbericht                             |         |                                     | Sydbank Arena, Odense Zuschauer: 2185 Schiedsrichter: Doychinow, Goretsow |

| 7. Januar 2023 18:00 Uhr | Vipers Kristiansand                     | 27:26   | FTC-Rail Cargo Hungaria | Aquarama Kristiansand, Kristiansand Zuschauer: 1267 Schiedsrichter: A. Vitaku, E. Vitaku |
| 7. Januar 2023 18:00 Uhr | meiste Tore: Wjachirewa, Jeřábková je 7 | (15:15) | meiste Tore: Bölk 8     | Aquarama Kristiansand, Kristiansand Zuschauer: 1267 Schiedsrichter: A. Vitaku, E. Vitaku |
| 7. Januar 2023 18:00 Uhr | Spielbericht                            |         |                         | Aquarama Kristiansand, Kristiansand Zuschauer: 1267 Schiedsrichter: A. Vitaku, E. Vitaku |

| 8. Januar 2023 16:00 Uhr | Rokometni Klub Krim        | 35:28   | SG BBM Bietigheim                       | Hala Tivoli, Ljubljana Zuschauer: 1150 Schiedsrichter: Antić, Jakovljević |
| 8. Januar 2023 16:00 Uhr | meiste Tore: Dmitrijewa 12 | (19:14) | meiste Tore: Kudłacz-Gloc, Behrend je 5 | Hala Tivoli, Ljubljana Zuschauer: 1150 Schiedsrichter: Antić, Jakovljević |
| 8. Januar 2023 16:00 Uhr | Spielbericht               |         |                                         | Hala Tivoli, Ljubljana Zuschauer: 1150 Schiedsrichter: Antić, Jakovljević |

| 14. Januar 2023 16:00 Uhr | DHK Baník Most           | 30:46   | Brest Bretagne Handball | Rocknet aréna, Chomutov Zuschauer: 400 Schiedsrichter: Balvan, Praštalo |
| 14. Januar 2023 16:00 Uhr | meiste Tore: Stříšková 8 | (14:22) | meiste Tore: Fauske 7   | Rocknet aréna, Chomutov Zuschauer: 400 Schiedsrichter: Balvan, Praštalo |
| 14. Januar 2023 16:00 Uhr | Spielbericht             |         |                         | Rocknet aréna, Chomutov Zuschauer: 400 Schiedsrichter: Balvan, Praštalo |

| 14. Januar 2023 16:00 Uhr | FTC-Rail Cargo Hungaria | 37:26   | Rokometni Klub Krim        | Érd Aréna, Érd Zuschauer: 2000 Schiedsrichter: A. Covalciuc, I. Covalciuc |
| 14. Januar 2023 16:00 Uhr | meiste Tore: Klujber 10 | (19:10) | meiste Tore: Dmitrijewa 10 | Érd Aréna, Érd Zuschauer: 2000 Schiedsrichter: A. Covalciuc, I. Covalciuc |
| 14. Januar 2023 16:00 Uhr | Spielbericht            |         |                            | Érd Aréna, Érd Zuschauer: 2000 Schiedsrichter: A. Covalciuc, I. Covalciuc |

| 14. Januar 2023 18:00 Uhr | Vipers Kristiansand                | 34:32   | SG BBM Bietigheim                        | Aquarama Kristiansand, Kristiansand Zuschauer: 1265 Schiedsrichter: Álvarez Mata, Bustamante López |
| 14. Januar 2023 18:00 Uhr | meiste Tore: Dahl, Wjachirewa je 9 | (15:17) | meiste Tore: Naidzinavicius, Dulfer je 6 | Aquarama Kristiansand, Kristiansand Zuschauer: 1265 Schiedsrichter: Álvarez Mata, Bustamante López |
| 14. Januar 2023 18:00 Uhr | Spielbericht                       |         |                                          | Aquarama Kristiansand, Kristiansand Zuschauer: 1265 Schiedsrichter: Álvarez Mata, Bustamante López |

| 14. Januar 2023 18:00 Uhr | CSM Bukarest          | 40:31   | Odense Håndbold        | Sala Polivalentă din București, Bukarest Zuschauer: 5000 Schiedsrichter: Mošorinski, Pandžić |
| 14. Januar 2023 18:00 Uhr | meiste Tore: Neagu 10 | (21:11) | meiste Tore: Aardahl 8 | Sala Polivalentă din București, Bukarest Zuschauer: 5000 Schiedsrichter: Mošorinski, Pandžić |
| 14. Januar 2023 18:00 Uhr | Spielbericht          |         |                        | Sala Polivalentă din București, Bukarest Zuschauer: 5000 Schiedsrichter: Mošorinski, Pandžić |

| 21. Januar 2023 18:00 Uhr | Odense Håndbold                    | 24:34   | Vipers Kristiansand      | Phønix Tag Arena, Gudme Zuschauer: 1563 Schiedsrichter: Jović, Arnautović |
| 21. Januar 2023 18:00 Uhr | meiste Tore: Iversen, Højlund je 6 | (13:15) | meiste Tore: Jeřábková 8 | Phønix Tag Arena, Gudme Zuschauer: 1563 Schiedsrichter: Jović, Arnautović |
| 21. Januar 2023 18:00 Uhr | Spielbericht                       |         |                          | Phønix Tag Arena, Gudme Zuschauer: 1563 Schiedsrichter: Jović, Arnautović |

| 22. Januar 2023 14:00 Uhr | Rokometni Klub Krim                     | 42:31   | DHK Baník Most            | Hala Tivoli, Ljubljana Zuschauer: 1023 Schiedsrichter: Ilieva, Karbeska |
| 22. Januar 2023 14:00 Uhr | meiste Tore: Radičević, Dmitrijewa je 9 | (24:11) | meiste Tore: Cholevová 10 | Hala Tivoli, Ljubljana Zuschauer: 1023 Schiedsrichter: Ilieva, Karbeska |
| 22. Januar 2023 14:00 Uhr | Spielbericht                            |         |                           | Hala Tivoli, Ljubljana Zuschauer: 1023 Schiedsrichter: Ilieva, Karbeska |

| 22. Januar 2023 14:00 Uhr | SG BBM Bietigheim                        | 25:27   | CSM Bukarest        | MHPArena, Ludwigsburg Zuschauer: 2105 Schiedsrichter: Budzák, Záhradník |
| 22. Januar 2023 14:00 Uhr | meiste Tore: Naidzinavicius, Dulfer je 5 | (12:15) | meiste Tore: Aune 6 | MHPArena, Ludwigsburg Zuschauer: 2105 Schiedsrichter: Budzák, Záhradník |
| 22. Januar 2023 14:00 Uhr | Spielbericht                             |         |                     | MHPArena, Ludwigsburg Zuschauer: 2105 Schiedsrichter: Budzák, Záhradník |

| 22. Januar 2023 14:00 Uhr | Brest Bretagne Handball | 24:21   | FTC-Rail Cargo Hungaria | Brest Arena, Brest Zuschauer: 4000 Schiedsrichter: Lovin, Stancu |
| 22. Januar 2023 14:00 Uhr | meiste Tore: Jauković 7 | (14:10) | meiste Tore: Bölk 4     | Brest Arena, Brest Zuschauer: 4000 Schiedsrichter: Lovin, Stancu |
| 22. Januar 2023 14:00 Uhr | Spielbericht            |         |                         | Brest Arena, Brest Zuschauer: 4000 Schiedsrichter: Lovin, Stancu |

| 4. Februar 2023 16:00 Uhr | FTC-Rail Cargo Hungaria              | 28:23   | SG BBM Bietigheim   | Érd Aréna, Érd Zuschauer: 2000 Schiedsrichter: Braseth, Sundet |
| 4. Februar 2023 16:00 Uhr | meiste Tore: Malestein, Klujber je 7 | (10:12) | meiste Tore: Malá 6 | Érd Aréna, Érd Zuschauer: 2000 Schiedsrichter: Braseth, Sundet |
| 4. Februar 2023 16:00 Uhr | Spielbericht                         |         |                     | Érd Aréna, Érd Zuschauer: 2000 Schiedsrichter: Braseth, Sundet |

| 4. Februar 2023 18:00 Uhr | Vipers Kristiansand                     | 36:31   | Rokometni Klub Krim                                | Aquarama Kristiansand, Kristiansand Zuschauer: 1583 Schiedsrichter: Doychinow, Goretsow |
| 4. Februar 2023 18:00 Uhr | meiste Tore: Wjachirewa, Jeřábková je 8 | (20:15) | meiste Tore: Radosavljević, Radičević, Stanko je 4 | Aquarama Kristiansand, Kristiansand Zuschauer: 1583 Schiedsrichter: Doychinow, Goretsow |
| 4. Februar 2023 18:00 Uhr | Spielbericht                            |         |                                                    | Aquarama Kristiansand, Kristiansand Zuschauer: 1583 Schiedsrichter: Doychinow, Goretsow |

| 5. Februar 2023 16:00 Uhr | DHK Baník Most           | 19:37   | Odense Håndbold         | Rocknet aréna, Chomutov Zuschauer: 520 Schiedsrichter: Rauchs, Linster |
| 5. Februar 2023 16:00 Uhr | meiste Tore: Cholevová 5 | (10:16) | meiste Tore: Housheer 7 | Rocknet aréna, Chomutov Zuschauer: 520 Schiedsrichter: Rauchs, Linster |
| 5. Februar 2023 16:00 Uhr | Spielbericht             |         |                         | Rocknet aréna, Chomutov Zuschauer: 520 Schiedsrichter: Rauchs, Linster |

| 5. Februar 2023 16:00 Uhr | CSM Bukarest         | 30:30   | Brest Bretagne Handball | Sala Polivalentă din București, Bukarest Zuschauer: 5000 Schiedsrichter: Metalari, Nikolovski |
| 5. Februar 2023 16:00 Uhr | meiste Tore: Neagu 9 | (15:18) | meiste Tore: Jauković 8 | Sala Polivalentă din București, Bukarest Zuschauer: 5000 Schiedsrichter: Metalari, Nikolovski |
| 5. Februar 2023 16:00 Uhr | Spielbericht         |         |                         | Sala Polivalentă din București, Bukarest Zuschauer: 5000 Schiedsrichter: Metalari, Nikolovski |

| 11. Februar 2023 18:00 Uhr | Brest Bretagne Handball | 29:36   | Vipers Kristiansand      | Brest Arena, Brest Zuschauer: 4120 Schiedsrichter: Pobedryna, Duplyj |
| 11. Februar 2023 18:00 Uhr | meiste Tore: Toublanc 6 | (15:17) | meiste Tore: Jeřábková 8 | Brest Arena, Brest Zuschauer: 4120 Schiedsrichter: Pobedryna, Duplyj |
| 11. Februar 2023 18:00 Uhr | Spielbericht            |         |                          | Brest Arena, Brest Zuschauer: 4120 Schiedsrichter: Pobedryna, Duplyj |

| 12. Februar 2023 14:00 Uhr | Rokometni Klub Krim                 | 28:26   | CSM Bukarest         | Arena Stožice, Ljubljana Zuschauer: 1350 Schiedsrichter: A. Konjičanin, D. Konjičanin |
| 12. Februar 2023 14:00 Uhr | meiste Tore: Radičević, Stanko je 7 | (13:14) | meiste Tore: Neagu 6 | Arena Stožice, Ljubljana Zuschauer: 1350 Schiedsrichter: A. Konjičanin, D. Konjičanin |
| 12. Februar 2023 14:00 Uhr | Spielbericht                        |         |                      | Arena Stožice, Ljubljana Zuschauer: 1350 Schiedsrichter: A. Konjičanin, D. Konjičanin |

| 12. Februar 2023 14:00 Uhr | SG BBM Bietigheim             | 47:25   | DHK Baník Most           | MHPArena, Ludwigsburg Zuschauer: 1661 Schiedsrichter: P. Geraets, R. Geraets |
| 12. Februar 2023 14:00 Uhr | meiste Tore: Döll, Meyer je 7 | (22:12) | meiste Tore: Cholevová 6 | MHPArena, Ludwigsburg Zuschauer: 1661 Schiedsrichter: P. Geraets, R. Geraets |
| 12. Februar 2023 14:00 Uhr | Spielbericht                  |         |                          | MHPArena, Ludwigsburg Zuschauer: 1661 Schiedsrichter: P. Geraets, R. Geraets |

| 12. Februar 2023 16:00 Uhr | Odense Håndbold         | 25:28 | FTC-Rail Cargo Hungaria | Sydbank Arena, Odense Zuschauer: 2103 Schiedsrichter: Rudinský, Mandák |
| 12. Februar 2023 16:00 Uhr | meiste Tore: Housheer 6 |       | meiste Tore: Klujber 8  | Sydbank Arena, Odense Zuschauer: 2103 Schiedsrichter: Rudinský, Mandák |
| 12. Februar 2023 16:00 Uhr | Spielbericht            |       |                         | Sydbank Arena, Odense Zuschauer: 2103 Schiedsrichter: Rudinský, Mandák |

### Gruppe B
| Pl. | Land                     | Sp. | S  | U | N  | Tore      | Diff. | Punkte  |
| --- | ------------------------ | --- | -- | - | -- | --------- | ----- | ------- |
| 1.  | Metz Handball            | 14  | 12 | 1 | 1  | 0429:3520 | +77   | 025:30  |
| 2.  | Győri ETO KC             | 14  | 11 | 0 | 3  | 0444:3470 | +97   | 022:60  |
| 3.  | Team Esbjerg             | 14  | 10 | 0 | 4  | 0455:3670 | +88   | 020:80  |
| 4.  | Rapid Bukarest           | 14  | 9  | 2 | 3  | 0441:4040 | +37   | 020:80  |
| 5.  | ŽRK Budućnost Podgorica  | 14  | 6  | 1 | 7  | 0346:3660 | −20   | 013:150 |
| 6.  | Storhamar Håndball       | 14  | 4  | 0 | 10 | 0377:4060 | −29   | 08:200  |
| 7.  | Kastamonu Belediyesi GSK | 14  | 1  | 1 | 12 | 0341:4520 | −111  | 03:250  |
| 8.  | ŽRK Lokomotiva Zagreb    | 14  | 0  | 1 | 13 | 0276:4150 | −139  | 01:270  |

| 10. September 2022 16:00 Uhr | Kastamonu Belediyesi GSK | 27:40   | ŽRK Budućnost Podgorica  | Merkez Spor Salonu, Kastamonu Zuschauer: 1000 Schiedsrichter: A. Covalciuc, I. Covalciuc |
| 10. September 2022 16:00 Uhr | meiste Tore: Ježić 8     | (13:20) | meiste Tore: Raičević 13 | Merkez Spor Salonu, Kastamonu Zuschauer: 1000 Schiedsrichter: A. Covalciuc, I. Covalciuc |
| 10. September 2022 16:00 Uhr | Spielbericht             |         |                          | Merkez Spor Salonu, Kastamonu Zuschauer: 1000 Schiedsrichter: A. Covalciuc, I. Covalciuc |

| 10. September 2022 18:00 Uhr | ŽRK Lokomotiva Zagreb             | 27:31   | Rapid Bukarest                    | Sportska dvorana Trešnjevka, Zagreb Zuschauer: 400 Schiedsrichter: Braseth, Sundet |
| 10. September 2022 18:00 Uhr | meiste Tore: Birtić, Posavec je 6 | (12:16) | meiste Tore: Buceschi, Badea je 6 | Sportska dvorana Trešnjevka, Zagreb Zuschauer: 400 Schiedsrichter: Braseth, Sundet |
| 10. September 2022 18:00 Uhr | Spielbericht                      |         |                                   | Sportska dvorana Trešnjevka, Zagreb Zuschauer: 400 Schiedsrichter: Braseth, Sundet |

| 11. September 2022 16:00 Uhr | Metz Handball          | 31:22  | Storhamar Håndball      | Palais des sports Jean-Weille, Nancy Zuschauer: 2156 Schiedsrichter: Ilieva, Karbeska |
| 11. September 2022 16:00 Uhr | meiste Tore: Bouktit 6 | (21:9) | meiste Tore: Jakobsen 8 | Palais des sports Jean-Weille, Nancy Zuschauer: 2156 Schiedsrichter: Ilieva, Karbeska |
| 11. September 2022 16:00 Uhr | Spielbericht           |        |                         | Palais des sports Jean-Weille, Nancy Zuschauer: 2156 Schiedsrichter: Ilieva, Karbeska |

| 11. September 2022 16:00 Uhr | Team Esbjerg         | 29:31   | Győri ETO KC        | Blue Water Dokken, Esbjerg Zuschauer: 2650 Schiedsrichter: Panayides, Andreou |
| 11. September 2022 16:00 Uhr | meiste Tore: Mørk 13 | (13:13) | meiste Tore: Gros 9 | Blue Water Dokken, Esbjerg Zuschauer: 2650 Schiedsrichter: Panayides, Andreou |
| 11. September 2022 16:00 Uhr | Spielbericht         |         |                     | Blue Water Dokken, Esbjerg Zuschauer: 2650 Schiedsrichter: Panayides, Andreou |

| 17. September 2022 16:00 Uhr | ŽRK Budućnost Podgorica | 23:28   | Team Esbjerg            | Sportski centar Morača, Podgorica Zuschauer: 1200 Schiedsrichter: Budzák, Záhradník |
| 17. September 2022 16:00 Uhr | meiste Tore: Raičević 6 | (11:16) | meiste Tore: Reistad 10 | Sportski centar Morača, Podgorica Zuschauer: 1200 Schiedsrichter: Budzák, Záhradník |
| 17. September 2022 16:00 Uhr | Spielbericht            |         |                         | Sportski centar Morača, Podgorica Zuschauer: 1200 Schiedsrichter: Budzák, Záhradník |

| 17. September 2022 18:00 Uhr | Storhamar Håndball     | 37:13  | ŽRK Lokomotiva Zagreb  | Boligpartner Arena, Hamar Zuschauer: 1244 Schiedsrichter: Pobedryna, Duplyj |
| 17. September 2022 18:00 Uhr | meiste Tore: Abdulla 9 | (22:7) | meiste Tore: Posavec 4 | Boligpartner Arena, Hamar Zuschauer: 1244 Schiedsrichter: Pobedryna, Duplyj |
| 17. September 2022 18:00 Uhr | Spielbericht           |        |                        | Boligpartner Arena, Hamar Zuschauer: 1244 Schiedsrichter: Pobedryna, Duplyj |

| 18. September 2022 14:00 Uhr | Rapid Bukarest                     | 32:32   | Metz Handball            | Sala Polivalentă din București, Bukarest Zuschauer: 3020 Schiedsrichter: Álvarez Mata, Bustamante López |
| 18. September 2022 14:00 Uhr | meiste Tore: Buceschi, Ostase je 5 | (16:21) | meiste Tore: de Paula 11 | Sala Polivalentă din București, Bukarest Zuschauer: 3020 Schiedsrichter: Álvarez Mata, Bustamante López |
| 18. September 2022 14:00 Uhr | Spielbericht                       |         |                          | Sala Polivalentă din București, Bukarest Zuschauer: 3020 Schiedsrichter: Álvarez Mata, Bustamante López |

| 18. September 2022 16:00 Uhr | Győri ETO KC               | 44:25   | Kastamonu Belediyesi GSK        | Audi Arena, Győr Zuschauer: 2817 Schiedsrichter: Praštalo, Balvan |
| 18. September 2022 16:00 Uhr | meiste Tore: Kristiansen 8 | (23:14) | meiste Tore: Ježić, Carlos je 7 | Audi Arena, Győr Zuschauer: 2817 Schiedsrichter: Praštalo, Balvan |
| 18. September 2022 16:00 Uhr | Spielbericht               |         |                                 | Audi Arena, Győr Zuschauer: 2817 Schiedsrichter: Praštalo, Balvan |

| 24. September 2022 18:00 Uhr | Győri ETO KC                               | 24:28   | Metz Handball            | Audi Arena, Győr Zuschauer: 4019 Schiedsrichter: Braseth, Sundet |
| 24. September 2022 18:00 Uhr | meiste Tore: Blohm, Hansen, Nze Minko je 4 | (14:18) | meiste Tore: Valentini 7 | Audi Arena, Győr Zuschauer: 4019 Schiedsrichter: Braseth, Sundet |
| 24. September 2022 18:00 Uhr | Spielbericht                               |         |                          | Audi Arena, Győr Zuschauer: 4019 Schiedsrichter: Braseth, Sundet |

| 24. September 2022 18:00 Uhr | ŽRK Lokomotiva Zagreb | 24:25   | ŽRK Budućnost Podgorica | Dom sportova, Zagreb Zuschauer: 300 Schiedsrichter: Doychinow, Goretsow |
| 24. September 2022 18:00 Uhr | meiste Tore: Birtić 5 | (14:13) | meiste Tore: Raičević 7 | Dom sportova, Zagreb Zuschauer: 300 Schiedsrichter: Doychinow, Goretsow |
| 24. September 2022 18:00 Uhr | Spielbericht          |         |                         | Dom sportova, Zagreb Zuschauer: 300 Schiedsrichter: Doychinow, Goretsow |

| 25. September 2022 14:00 Uhr | Kastamonu Belediyesi GSK        | 26:33   | Rapid Bukarest          | Merkez Spor Salonu, Kastamonu Schiedsrichter: Antić, Jakovljević |
| 25. September 2022 14:00 Uhr | meiste Tore: Ježić, Carlos je 6 | (12:15) | meiste Tore: Buceschi 7 | Merkez Spor Salonu, Kastamonu Schiedsrichter: Antić, Jakovljević |
| 25. September 2022 14:00 Uhr | Spielbericht                    |         |                         | Merkez Spor Salonu, Kastamonu Schiedsrichter: Antić, Jakovljević |

| 25. September 2022 16:00 Uhr | Team Esbjerg           | 35:25   | Storhamar Håndball      | Blue Water Dokken, Esbjerg Zuschauer: 2400 Schiedsrichter: Kijauskaitė, Žalienė |
| 25. September 2022 16:00 Uhr | meiste Tore: Reistad 8 | (21:10) | meiste Tore: Jakobsen 9 | Blue Water Dokken, Esbjerg Zuschauer: 2400 Schiedsrichter: Kijauskaitė, Žalienė |
| 25. September 2022 16:00 Uhr | Spielbericht           |         |                         | Blue Water Dokken, Esbjerg Zuschauer: 2400 Schiedsrichter: Kijauskaitė, Žalienė |

| 8. Oktober 2022 16:00 Uhr | ŽRK Budućnost Podgorica  | 28:36   | Metz Handball           | Sportski centar Morača, Podgorica Zuschauer: 545 Schiedsrichter: Christiansen, Hansen |
| 8. Oktober 2022 16:00 Uhr | meiste Tore: Raičević 10 | (16:21) | meiste Tore: de Paula 9 | Sportski centar Morača, Podgorica Zuschauer: 545 Schiedsrichter: Christiansen, Hansen |
| 8. Oktober 2022 16:00 Uhr | Spielbericht             |         |                         | Sportski centar Morača, Podgorica Zuschauer: 545 Schiedsrichter: Christiansen, Hansen |

| 8. Oktober 2022 18:00 Uhr | Storhamar Håndball      | 31:29   | Kastamonu Belediyesi GSK | Boligpartner Arena, Hamar Zuschauer: 1104 Schiedsrichter: Backović, Palačković |
| 8. Oktober 2022 18:00 Uhr | meiste Tore: Jakobsen 9 | (12:13) | meiste Tore: Carlos 14   | Boligpartner Arena, Hamar Zuschauer: 1104 Schiedsrichter: Backović, Palačković |
| 8. Oktober 2022 18:00 Uhr | Spielbericht            |         |                          | Boligpartner Arena, Hamar Zuschauer: 1104 Schiedsrichter: Backović, Palačković |

| 9. Oktober 2022 14:00 Uhr | Rapid Bukarest                           | 34:32   | Team Esbjerg           | Sala Sporturilor Mioveni, Mioveni Zuschauer: 1500 Schiedsrichter: Pobedryna, Duplyj |
| 9. Oktober 2022 14:00 Uhr | meiste Tore: Korsós, Ostase, Grozav je 5 | (19:14) | meiste Tore: Reistad 9 | Sala Sporturilor Mioveni, Mioveni Zuschauer: 1500 Schiedsrichter: Pobedryna, Duplyj |
| 9. Oktober 2022 14:00 Uhr | Spielbericht                             |         |                        | Sala Sporturilor Mioveni, Mioveni Zuschauer: 1500 Schiedsrichter: Pobedryna, Duplyj |

| 9. Oktober 2022 16:00 Uhr | Győri ETO KC                       | 32:16  | ŽRK Lokomotiva Zagreb | Audi Arena, Győr Zuschauer: 2047 Schiedsrichter: Ilieva, Karbeska |
| 9. Oktober 2022 16:00 Uhr | meiste Tore: Fodor, Nze Minko je 7 | (15:8) | meiste Tore: Birtić 9 | Audi Arena, Győr Zuschauer: 2047 Schiedsrichter: Ilieva, Karbeska |
| 9. Oktober 2022 16:00 Uhr | Spielbericht                       |        |                       | Audi Arena, Győr Zuschauer: 2047 Schiedsrichter: Ilieva, Karbeska |

| 15. Oktober 2022 16:00 Uhr | Kastamonu Belediyesi GSK | 26:23   | ŽRK Lokomotiva Zagreb                   | Merkez Spor Salonu, Kastamonu Zuschauer: 1000 Schiedsrichter: Lesiak, Lidacka |
| 15. Oktober 2022 16:00 Uhr | meiste Tore: Carlos 9    | (16:11) | meiste Tore: Tupek, Malec, Posavec je 5 | Merkez Spor Salonu, Kastamonu Zuschauer: 1000 Schiedsrichter: Lesiak, Lidacka |
| 15. Oktober 2022 16:00 Uhr | Spielbericht             |         |                                         | Merkez Spor Salonu, Kastamonu Zuschauer: 1000 Schiedsrichter: Lesiak, Lidacka |

| 15. Oktober 2022 18:00 Uhr | ŽRK Budućnost Podgorica  | 30:30   | Rapid Bukarest                          | Sportski centar Morača, Podgorica Zuschauer: 653 Schiedsrichter: Merz, Kuttler |
| 15. Oktober 2022 18:00 Uhr | meiste Tore: Raičević 12 | (13:10) | meiste Tore: López Herrero, Grozav je 7 | Sportski centar Morača, Podgorica Zuschauer: 653 Schiedsrichter: Merz, Kuttler |
| 15. Oktober 2022 18:00 Uhr | Spielbericht             |         |                                         | Sportski centar Morača, Podgorica Zuschauer: 653 Schiedsrichter: Merz, Kuttler |

| 16. Oktober 2022 16:00 Uhr | Team Esbjerg            | 35:28   | Metz Handball           | Blue Water Dokken, Esbjerg Zuschauer: 2490 Schiedsrichter: Jović, Arnautović |
| 16. Oktober 2022 16:00 Uhr | meiste Tore: Breistøl 9 | (18:12) | meiste Tore: de Paula 8 | Blue Water Dokken, Esbjerg Zuschauer: 2490 Schiedsrichter: Jović, Arnautović |
| 16. Oktober 2022 16:00 Uhr | Spielbericht            |         |                         | Blue Water Dokken, Esbjerg Zuschauer: 2490 Schiedsrichter: Jović, Arnautović |

| 16. Oktober 2022 16:00 Uhr | Storhamar Håndball     | 21:35   | Győri ETO KC        | Boligpartner Arena, Hamar Zuschauer: 1672 Schiedsrichter: Doychinow, Goretsow |
| 16. Oktober 2022 16:00 Uhr | meiste Tore: Obaidli 5 | (13:15) | meiste Tore: Gros 6 | Boligpartner Arena, Hamar Zuschauer: 1672 Schiedsrichter: Doychinow, Goretsow |
| 16. Oktober 2022 16:00 Uhr | Spielbericht           |         |                     | Boligpartner Arena, Hamar Zuschauer: 1672 Schiedsrichter: Doychinow, Goretsow |

| 22. Oktober 2022 18:00 Uhr | Metz Handball            | 38:13  | ŽRK Lokomotiva Zagreb  | Palais omnisports Les Arènes, Metz Zuschauer: 3188 Schiedsrichter: Budzák, Záhradník |
| 22. Oktober 2022 18:00 Uhr | meiste Tore: Valentini 7 | (20:6) | meiste Tore: Posavec 4 | Palais omnisports Les Arènes, Metz Zuschauer: 3188 Schiedsrichter: Budzák, Záhradník |
| 22. Oktober 2022 18:00 Uhr | Spielbericht             |        |                        | Palais omnisports Les Arènes, Metz Zuschauer: 3188 Schiedsrichter: Budzák, Záhradník |

| 22. Oktober 2022 18:00 Uhr | Győri ETO KC               | 32:19  | ŽRK Budućnost Podgorica             | Audi Arena, Győr Zuschauer: 3379 Schiedsrichter: Backović, Palačković |
| 22. Oktober 2022 18:00 Uhr | meiste Tore: Kristiansen 6 | (15:9) | meiste Tore: Agović, Pavićević je 5 | Audi Arena, Győr Zuschauer: 3379 Schiedsrichter: Backović, Palačković |
| 22. Oktober 2022 18:00 Uhr | Spielbericht               |        |                                     | Audi Arena, Győr Zuschauer: 3379 Schiedsrichter: Backović, Palačković |

| 23. Oktober 2022 14:00 Uhr | Rapid Bukarest                   | 27:25   | Storhamar Håndball                  | Sala Polivalentă din București, Bukarest Zuschauer: 3600 Schiedsrichter: Praštalo, Balvan |
| 23. Oktober 2022 14:00 Uhr | meiste Tore: Gutiérrez Bermejo 6 | (14:15) | meiste Tore: Jakobsen, Abdulla je 6 | Sala Polivalentă din București, Bukarest Zuschauer: 3600 Schiedsrichter: Praštalo, Balvan |
| 23. Oktober 2022 14:00 Uhr | Spielbericht                     |         |                                     | Sala Polivalentă din București, Bukarest Zuschauer: 3600 Schiedsrichter: Praštalo, Balvan |

| 23. Oktober 2022 14:00 Uhr | Kastamonu Belediyesi GSK                   | 27:43   | Team Esbjerg                        | Merkez Spor Salonu, Kastamonu Zuschauer: 750 Schiedsrichter: Ilieva, Karbeska |
| 23. Oktober 2022 14:00 Uhr | meiste Tore: İskenderoğlu, Demirçelen je 5 | (12:25) | meiste Tore: Türkoğlu, Ingstad je 7 | Merkez Spor Salonu, Kastamonu Zuschauer: 750 Schiedsrichter: Ilieva, Karbeska |
| 23. Oktober 2022 14:00 Uhr | Spielbericht                               |         |                                     | Merkez Spor Salonu, Kastamonu Zuschauer: 750 Schiedsrichter: Ilieva, Karbeska |

| 3. Dezember 2022 16:00 Uhr | ŽRK Lokomotiva Zagreb | 18:30  | Team Esbjerg           | Sportska dvorana Sutinska vrela, Zagreb Zuschauer: 300 Schiedsrichter: Sirbu, Serdiuc |
| 3. Dezember 2022 16:00 Uhr | meiste Tore: Malec 6  | (8:14) | meiste Tore: Reistad 7 | Sportska dvorana Sutinska vrela, Zagreb Zuschauer: 300 Schiedsrichter: Sirbu, Serdiuc |
| 3. Dezember 2022 16:00 Uhr | Spielbericht          |        |                        | Sportska dvorana Sutinska vrela, Zagreb Zuschauer: 300 Schiedsrichter: Sirbu, Serdiuc |

| 3. Dezember 2022 18:00 Uhr | Metz Handball           | 35:24   | Kastamonu Belediyesi GSK | Palais omnisports Les Arènes, Metz Zuschauer: 2978 Schiedsrichter: Doychinow, Goretsow |
| 3. Dezember 2022 18:00 Uhr | meiste Tore: de Paula 7 | (18:14) | meiste Tore: Chebbah 7   | Palais omnisports Les Arènes, Metz Zuschauer: 2978 Schiedsrichter: Doychinow, Goretsow |
| 3. Dezember 2022 18:00 Uhr | Spielbericht            |         |                          | Palais omnisports Les Arènes, Metz Zuschauer: 2978 Schiedsrichter: Doychinow, Goretsow |

| 3. Dezember 2022 18:00 Uhr | ŽRK Budućnost Podgorica | 24:23   | Storhamar Håndball                               | Sportski centar Morača, Podgorica Zuschauer: 500 Schiedsrichter: Pobedryna, Duplyj |
| 3. Dezember 2022 18:00 Uhr | meiste Tore: Raičević 7 | (12:11) | meiste Tore: Svendsberget, Abdulla, Obaidli je 4 | Sportski centar Morača, Podgorica Zuschauer: 500 Schiedsrichter: Pobedryna, Duplyj |
| 3. Dezember 2022 18:00 Uhr | Spielbericht            |         |                                                  | Sportski centar Morača, Podgorica Zuschauer: 500 Schiedsrichter: Pobedryna, Duplyj |

| 3. Dezember 2022 18:00 Uhr | Győri ETO KC        | 32:30   | Rapid Bukarest       | Audi Arena, Győr Zuschauer: 4600 Schiedsrichter: Rudinský, Mandák |
| 3. Dezember 2022 18:00 Uhr | meiste Tore: Gros 8 | (18:15) | meiste Tore: Kanor 7 | Audi Arena, Győr Zuschauer: 4600 Schiedsrichter: Rudinský, Mandák |
| 3. Dezember 2022 18:00 Uhr | Spielbericht        |         |                      | Audi Arena, Győr Zuschauer: 4600 Schiedsrichter: Rudinský, Mandák |

| 10. Dezember 2022 16:00 Uhr | Kastamonu Belediyesi GSK | 23:28   | Metz Handball        | Merkez Spor Salonu, Kastamonu Zuschauer: 500 Schiedsrichter: A. Vitaku, E. Vitaku |
| 10. Dezember 2022 16:00 Uhr | meiste Tore: Ježić 6     | (13:13) | meiste Tore: Kanor 4 | Merkez Spor Salonu, Kastamonu Zuschauer: 500 Schiedsrichter: A. Vitaku, E. Vitaku |
| 10. Dezember 2022 16:00 Uhr | Spielbericht             |         |                      | Merkez Spor Salonu, Kastamonu Zuschauer: 500 Schiedsrichter: A. Vitaku, E. Vitaku |

| 10. Dezember 2022 18:00 Uhr | Team Esbjerg           | 33:20   | ŽRK Lokomotiva Zagreb | Blue Water Dokken, Esbjerg Zuschauer: 1800 Schiedsrichter: S. Jowtschew, Z. Jowtschew |
| 10. Dezember 2022 18:00 Uhr | meiste Tore: Reistad 8 | (18:13) | meiste Tore: Birtić 6 | Blue Water Dokken, Esbjerg Zuschauer: 1800 Schiedsrichter: S. Jowtschew, Z. Jowtschew |
| 10. Dezember 2022 18:00 Uhr | Spielbericht           |         |                       | Blue Water Dokken, Esbjerg Zuschauer: 1800 Schiedsrichter: S. Jowtschew, Z. Jowtschew |

| 11. Dezember 2022 14:00 Uhr | Rapid Bukarest                     | 30:27   | Győri ETO KC                              | Sala Polivalentă din București, Bukarest Zuschauer: 5000 Schiedsrichter: Mrvica, Jurinović |
| 11. Dezember 2022 14:00 Uhr | meiste Tore: Buceschi, Grozav je 7 | (15:16) | meiste Tore: Ryu, Oftedal, Nze Minko je 5 | Sala Polivalentă din București, Bukarest Zuschauer: 5000 Schiedsrichter: Mrvica, Jurinović |
| 11. Dezember 2022 14:00 Uhr | Spielbericht                       |         |                                           | Sala Polivalentă din București, Bukarest Zuschauer: 5000 Schiedsrichter: Mrvica, Jurinović |

| 11. Dezember 2022 16:00 Uhr | Storhamar Håndball     | 25:27   | ŽRK Budućnost Podgorica | Boligpartner Arena, Hamar Zuschauer: 971 Schiedsrichter: Lovin, Stancu |
| 11. Dezember 2022 16:00 Uhr | meiste Tore: Obaidli 6 | (12:13) | meiste Tore: / Kepić 8  | Boligpartner Arena, Hamar Zuschauer: 971 Schiedsrichter: Lovin, Stancu |
| 11. Dezember 2022 16:00 Uhr | Spielbericht           |         |                         | Boligpartner Arena, Hamar Zuschauer: 971 Schiedsrichter: Lovin, Stancu |

| 17. Dezember 2022 18:00 Uhr | Storhamar Håndball      | 29:36   | Rapid Bukarest        | Boligpartner Arena, Hamar Zuschauer: 723 Schiedsrichter: M. Sá, V. Sá |
| 17. Dezember 2022 18:00 Uhr | meiste Tore: Jakobsen 9 | (15:17) | meiste Tore: Grozav 7 | Boligpartner Arena, Hamar Zuschauer: 723 Schiedsrichter: M. Sá, V. Sá |
| 17. Dezember 2022 18:00 Uhr | Spielbericht            |         |                       | Boligpartner Arena, Hamar Zuschauer: 723 Schiedsrichter: M. Sá, V. Sá |

| 17. Dezember 2022 18:00 Uhr | Team Esbjerg                | 39:31   | Kastamonu Belediyesi GSK | Blue Water Dokken, Esbjerg Zuschauer: 1410 Schiedsrichter: R. Geraets, P. Geraets |
| 17. Dezember 2022 18:00 Uhr | meiste Tore: Kamp Nielsen 6 | (23:17) | meiste Tore: Chebbah 12  | Blue Water Dokken, Esbjerg Zuschauer: 1410 Schiedsrichter: R. Geraets, P. Geraets |
| 17. Dezember 2022 18:00 Uhr | Spielbericht                |         |                          | Blue Water Dokken, Esbjerg Zuschauer: 1410 Schiedsrichter: R. Geraets, P. Geraets |

| 17. Dezember 2022 20:00 Uhr | ŽRK Budućnost Podgorica | 23:25   | Győri ETO KC           | Bemax Arena, Podgorica Zuschauer: 1300 Schiedsrichter: Ilieva, Karbeska |
| 17. Dezember 2022 20:00 Uhr | meiste Tore: Ćorović 4  | (12:14) | meiste Tore: Oftedal 6 | Bemax Arena, Podgorica Zuschauer: 1300 Schiedsrichter: Ilieva, Karbeska |
| 17. Dezember 2022 20:00 Uhr | Spielbericht            |         |                        | Bemax Arena, Podgorica Zuschauer: 1300 Schiedsrichter: Ilieva, Karbeska |

| 18. Dezember 2022 14:00 Uhr | ŽRK Lokomotiva Zagreb | 18:27  | Metz Handball                   | Sportska dvorana Sutinska vrela, Zagreb Zuschauer: 400 Schiedsrichter: Pobedryna, Duplyj |
| 18. Dezember 2022 14:00 Uhr | meiste Tore: Malec 5  | (6:13) | meiste Tore: Bont, Bouktit je 5 | Sportska dvorana Sutinska vrela, Zagreb Zuschauer: 400 Schiedsrichter: Pobedryna, Duplyj |
| 18. Dezember 2022 14:00 Uhr | Spielbericht          |        |                                 | Sportska dvorana Sutinska vrela, Zagreb Zuschauer: 400 Schiedsrichter: Pobedryna, Duplyj |

| 7. Januar 2023 16:00 Uhr | Győri ETO KC                     | 39:26   | Storhamar Håndball     | Audi Arena, Győr Zuschauer: 4179 Schiedsrichter: Vranes, Wenninger |
| 7. Januar 2023 16:00 Uhr | meiste Tore: Blohm, Oftedal je 5 | (17:13) | meiste Tore: Obaidli 6 | Audi Arena, Győr Zuschauer: 4179 Schiedsrichter: Vranes, Wenninger |
| 7. Januar 2023 16:00 Uhr | Spielbericht                     |         |                        | Audi Arena, Győr Zuschauer: 4179 Schiedsrichter: Vranes, Wenninger |

| 8. Januar 2023 14:00 Uhr | ŽRK Lokomotiva Zagreb | 26:26   | Kastamonu Belediyesi GSK | Sportska dvorana Sutinska vrela, Zagreb Zuschauer: 350 Schiedsrichter: Lovin, Stancu |
| 8. Januar 2023 14:00 Uhr | meiste Tore: Birtić 7 | (12:14) | meiste Tore: Chebbah 8   | Sportska dvorana Sutinska vrela, Zagreb Zuschauer: 350 Schiedsrichter: Lovin, Stancu |
| 8. Januar 2023 14:00 Uhr | Spielbericht          |         |                          | Sportska dvorana Sutinska vrela, Zagreb Zuschauer: 350 Schiedsrichter: Lovin, Stancu |

| 8. Januar 2023 16:00 Uhr | Metz Handball            | 26:24   | Team Esbjerg           | Palais omnisports Les Arènes, Metz Zuschauer: 3654 Schiedsrichter: Mrvica, Jurinović |
| 8. Januar 2023 16:00 Uhr | meiste Tore: Jørgensen 7 | (11:11) | meiste Tore: Reistad 7 | Palais omnisports Les Arènes, Metz Zuschauer: 3654 Schiedsrichter: Mrvica, Jurinović |
| 8. Januar 2023 16:00 Uhr | Spielbericht             |         |                        | Palais omnisports Les Arènes, Metz Zuschauer: 3654 Schiedsrichter: Mrvica, Jurinović |

| 8. Januar 2023 16:00 Uhr | Rapid Bukarest        | 39:29   | ŽRK Budućnost Podgorica | Sala Polivalentă din București, Bukarest Zuschauer: 4500 Schiedsrichter: Barysas, Petrušis |
| 8. Januar 2023 16:00 Uhr | meiste Tore: Polman 6 | (17:12) | meiste Tore: Godeč 8    | Sala Polivalentă din București, Bukarest Zuschauer: 4500 Schiedsrichter: Barysas, Petrušis |
| 8. Januar 2023 16:00 Uhr | Spielbericht          |         |                         | Sala Polivalentă din București, Bukarest Zuschauer: 4500 Schiedsrichter: Barysas, Petrušis |

| 14. Januar 2023 18:00 Uhr | ŽRK Lokomotiva Zagreb | 16:27  | Győri ETO KC        | Sportska dvorana Sutinska vrela, Zagreb Zuschauer: 490 Schiedsrichter: Vujačić, Kažanegra |
| 14. Januar 2023 18:00 Uhr | meiste Tore: Petika 8 | (8:14) | meiste Tore: Gros 8 | Sportska dvorana Sutinska vrela, Zagreb Zuschauer: 490 Schiedsrichter: Vujačić, Kažanegra |
| 14. Januar 2023 18:00 Uhr | Spielbericht          |        |                     | Sportska dvorana Sutinska vrela, Zagreb Zuschauer: 490 Schiedsrichter: Vujačić, Kažanegra |

| 15. Januar 2023 14:00 Uhr | Kastamonu Belediyesi GSK | 28:33   | Storhamar Håndball      | Merkez Spor Salonu, Kastamonu Zuschauer: 1100 Schiedsrichter: Metalari, Nikolovski |
| 15. Januar 2023 14:00 Uhr | meiste Tore: Ježić 5     | (13:17) | meiste Tore: Obaidli 13 | Merkez Spor Salonu, Kastamonu Zuschauer: 1100 Schiedsrichter: Metalari, Nikolovski |
| 15. Januar 2023 14:00 Uhr | Spielbericht             |         |                         | Merkez Spor Salonu, Kastamonu Zuschauer: 1100 Schiedsrichter: Metalari, Nikolovski |

| 15. Januar 2023 16:00 Uhr | Metz Handball            | 29:23  | ŽRK Budućnost Podgorica   | Palais omnisports Les Arènes, Metz Zuschauer: 2808 Schiedsrichter: M. Sá, V. Sá |
| 15. Januar 2023 16:00 Uhr | meiste Tore: Valentini 6 | (13:9) | meiste Tore: Pletikosić 7 | Palais omnisports Les Arènes, Metz Zuschauer: 2808 Schiedsrichter: M. Sá, V. Sá |
| 15. Januar 2023 16:00 Uhr | Spielbericht             |        |                           | Palais omnisports Les Arènes, Metz Zuschauer: 2808 Schiedsrichter: M. Sá, V. Sá |

| 15. Januar 2023 16:00 Uhr | Team Esbjerg            | 35:30   | Rapid Bukarest                   | Blue Water Dokken, Esbjerg Zuschauer: 2800 Schiedsrichter: Braseth, Sundet |
| 15. Januar 2023 16:00 Uhr | meiste Tore: Reistad 15 | (18:13) | meiste Tore: Gutiérrez Bermejo 9 | Blue Water Dokken, Esbjerg Zuschauer: 2800 Schiedsrichter: Braseth, Sundet |
| 15. Januar 2023 16:00 Uhr | Spielbericht            |         |                                  | Blue Water Dokken, Esbjerg Zuschauer: 2800 Schiedsrichter: Braseth, Sundet |

| 21. Januar 2023 16:00 Uhr | ŽRK Budućnost Podgorica | 25:18  | ŽRK Lokomotiva Zagreb | Sportski centar Morača, Podgorica Zuschauer: 620 Schiedsrichter: Backović, Palačković |
| 21. Januar 2023 16:00 Uhr | meiste Tore: Godeč 6    | (16:8) | meiste Tore: Birtić 4 | Sportski centar Morača, Podgorica Zuschauer: 620 Schiedsrichter: Backović, Palačković |
| 21. Januar 2023 16:00 Uhr | Spielbericht            |        |                       | Sportski centar Morača, Podgorica Zuschauer: 620 Schiedsrichter: Backović, Palačković |

| 21. Januar 2023 18:00 Uhr | Metz Handball                         | 29:28   | Győri ETO KC         | Palais omnisports Les Arènes, Metz Zuschauer: 4500 Schiedsrichter: Antić, Jakovljević |
| 21. Januar 2023 18:00 Uhr | meiste Tore: de Paula, Jørgensen je 6 | (13:13) | meiste Tore: Gros 10 | Palais omnisports Les Arènes, Metz Zuschauer: 4500 Schiedsrichter: Antić, Jakovljević |
| 21. Januar 2023 18:00 Uhr | Spielbericht                          |         |                      | Palais omnisports Les Arènes, Metz Zuschauer: 4500 Schiedsrichter: Antić, Jakovljević |

| 22. Januar 2023 16:00 Uhr | Storhamar Håndball                   | 25:34   | Team Esbjerg           | Boligpartner Arena, Hamar Zuschauer: 1624 Schiedsrichter: Lesiak, Lidacka |
| 22. Januar 2023 16:00 Uhr | meiste Tore: Johansson, Obaidli je 5 | (11:19) | meiste Tore: Reistad 7 | Boligpartner Arena, Hamar Zuschauer: 1624 Schiedsrichter: Lesiak, Lidacka |
| 22. Januar 2023 16:00 Uhr | Spielbericht                         |         |                        | Boligpartner Arena, Hamar Zuschauer: 1624 Schiedsrichter: Lesiak, Lidacka |

| 22. Januar 2023 16:00 Uhr | Rapid Bukarest        | 28:22   | Kastamonu Belediyesi GSK | Sala Polivalentă din București, Bukarest Zuschauer: 5000 Schiedsrichter: Pobedryna, Duplyj |
| 22. Januar 2023 16:00 Uhr | meiste Tore: Polman 6 | (15:13) | meiste Tore: Chebbah 5   | Sala Polivalentă din București, Bukarest Zuschauer: 5000 Schiedsrichter: Pobedryna, Duplyj |
| 22. Januar 2023 16:00 Uhr | Spielbericht          |         |                          | Sala Polivalentă din București, Bukarest Zuschauer: 5000 Schiedsrichter: Pobedryna, Duplyj |

| 4. Februar 2023 16:00 Uhr | ŽRK Lokomotiva Zagreb           | 22:31   | Storhamar Håndball      | Sportska dvorana Sutinska vrela, Zagreb Zuschauer: 200 Schiedsrichter: Andorka, Hucker |
| 4. Februar 2023 16:00 Uhr | meiste Tore: Malec, Birtić je 6 | (12:17) | meiste Tore: Obaidli 10 | Sportska dvorana Sutinska vrela, Zagreb Zuschauer: 200 Schiedsrichter: Andorka, Hucker |
| 4. Februar 2023 16:00 Uhr | Spielbericht                    |         |                         | Sportska dvorana Sutinska vrela, Zagreb Zuschauer: 200 Schiedsrichter: Andorka, Hucker |

| 4. Februar 2023 18:00 Uhr | Metz Handball                         | 36:34   | Rapid Bukarest                              | Palais omnisports Les Arènes, Metz Zuschauer: 4398 Schiedsrichter: Vujačić, Kažanegra |
| 4. Februar 2023 18:00 Uhr | meiste Tore: de Paula, Jørgensen je 8 | (20:17) | meiste Tore: Korsós, Badea, Janjušević je 6 | Palais omnisports Les Arènes, Metz Zuschauer: 4398 Schiedsrichter: Vujačić, Kažanegra |
| 4. Februar 2023 18:00 Uhr | Spielbericht                          |         |                                             | Palais omnisports Les Arènes, Metz Zuschauer: 4398 Schiedsrichter: Vujačić, Kažanegra |

| 4. Februar 2023 18:00 Uhr | Team Esbjerg                        | 30:20  | ŽRK Budućnost Podgorica | Blue Water Dokken, Esbjerg Zuschauer: 2392 Schiedsrichter: Balvan, Praštalo |
| 4. Februar 2023 18:00 Uhr | meiste Tore: Türkoğlu, Reistad je 5 | (15:9) | meiste Tore: Raičević 5 | Blue Water Dokken, Esbjerg Zuschauer: 2392 Schiedsrichter: Balvan, Praštalo |
| 4. Februar 2023 18:00 Uhr | Spielbericht                        |        |                         | Blue Water Dokken, Esbjerg Zuschauer: 2392 Schiedsrichter: Balvan, Praštalo |

| 5. Februar 2023 14:00 Uhr | Kastamonu Belediyesi GSK | 27:39   | Győri ETO KC             | Merkez Spor Salonu, Kastamonu Zuschauer: 500 Schiedsrichter: Lindenbaum, Laron |
| 5. Februar 2023 14:00 Uhr | meiste Tore: Chebbah 7   | (12:16) | meiste Tore: Nze Minko 8 | Merkez Spor Salonu, Kastamonu Zuschauer: 500 Schiedsrichter: Lindenbaum, Laron |
| 5. Februar 2023 14:00 Uhr | Spielbericht             |         |                          | Merkez Spor Salonu, Kastamonu Zuschauer: 500 Schiedsrichter: Lindenbaum, Laron |

| 11. Februar 2023 | ŽRK Budućnost Podgorica | 10:0 * | Kastamonu Belediyesi GSK |  |
| 11. Februar 2023 | meiste Tore:            | (0:0)  | meiste Tore:             |  |
| 11. Februar 2023 | Spielbericht            |        |                          |  |

| 11. Februar 2023 18:00 Uhr | Győri ETO KC        | 29:28   | Team Esbjerg            | Audi Arena, Győr Zuschauer: 5100 Schiedsrichter: Sekulić, Jovandić |
| 11. Februar 2023 18:00 Uhr | meiste Tore: Gros 7 | (12:11) | meiste Tore: Reistad 12 | Audi Arena, Győr Zuschauer: 5100 Schiedsrichter: Sekulić, Jovandić |
| 11. Februar 2023 18:00 Uhr | Spielbericht        |         |                         | Audi Arena, Győr Zuschauer: 5100 Schiedsrichter: Sekulić, Jovandić |

| 12. Februar 2023 16:00 Uhr | Storhamar Håndball  | 24:26   | Metz Handball          | Boligpartner Arena, Hamar Zuschauer: 958 Schiedsrichter: Fukala, Mohyla |
| 12. Februar 2023 16:00 Uhr | meiste Tore: Venn 6 | (16:11) | meiste Tore: Bouktit 8 | Boligpartner Arena, Hamar Zuschauer: 958 Schiedsrichter: Fukala, Mohyla |
| 12. Februar 2023 16:00 Uhr | Spielbericht        |         |                        | Boligpartner Arena, Hamar Zuschauer: 958 Schiedsrichter: Fukala, Mohyla |

| 12. Februar 2023 16:00 Uhr | Rapid Bukarest       | 27:22   | ŽRK Lokomotiva Zagreb | Sala Polivalentă din București, Bukarest Zuschauer: 4500 Schiedsrichter: Ilieva, Karbeska |
| 12. Februar 2023 16:00 Uhr | meiste Tore: Kanor 9 | (15:12) | meiste Tore: Petika 7 | Sala Polivalentă din București, Bukarest Zuschauer: 4500 Schiedsrichter: Ilieva, Karbeska |
| 12. Februar 2023 16:00 Uhr | Spielbericht         |         |                       | Sala Polivalentă din București, Bukarest Zuschauer: 4500 Schiedsrichter: Ilieva, Karbeska |

- Das Spiel zwischen ŽRK Budućnost Podgorica und Kastamonu Belediyesi GSK wurde nach dem Erdbeben in Syrien und der Türkei wegen der verordneten Staatstrauer abgesagt. Das Spiel hätte auf die Entscheidungen in der Gruppe keine Auswirkungen mehr gehabt und wurde mit 10:0 gewertet.[2]

## Play-offs
| Mannschaft 1                        | Mannschaft 2                         | Hinspiel             | Rückspiel            | Gesamt  |
| ----------------------------------- | ------------------------------------ | -------------------- | -------------------- | ------- |
| ŽRK Budućnost Podgorica Raičević 15 | FTC-Rail Cargo Hungaria Malestein 12 | 18.03.2023 16:00 Uhr | 25.03.2023 16:00 Uhr | 46 : 55 |
| ŽRK Budućnost Podgorica Raičević 15 | FTC-Rail Cargo Hungaria Malestein 12 | 24 : 28 (13 : 15)    | 22 : 27 (13 : 14)    | 46 : 55 |
| ŽRK Budućnost Podgorica Raičević 15 | FTC-Rail Cargo Hungaria Malestein 12 | 1000 Zuschauer       | 2200 Zuschauer       | 46 : 55 |
| Storhamar Håndball Obaidli 12       | Odense Håndbold Iversen 9            | 18.03.2023 18:00 Uhr | 25.03.2023 18:00 Uhr | 52 : 60 |
| Storhamar Håndball Obaidli 12       | Odense Håndbold Iversen 9            | 22 : 30 (13 : 16)    | 30 : 30 (16 : 13)    | 52 : 60 |
| Storhamar Håndball Obaidli 12       | Odense Håndbold Iversen 9            | 1045 Zuschauer       | 2117 Zuschauer       | 52 : 60 |
| Brest Bretagne Handball Fauske 11   | Team Esbjerg Reistad 14              | 19.03.2023 16:00 Uhr | 26.03.2023 14:00 Uhr | 49 : 55 |
| Brest Bretagne Handball Fauske 11   | Team Esbjerg Reistad 14              | 25 : 28 (15 : 15)    | 24 : 27 (12 : 14)    | 49 : 55 |
| Brest Bretagne Handball Fauske 11   | Team Esbjerg Reistad 14              | 3562 Zuschauer       | 2563 Zuschauer       | 49 : 55 |
| Rokometni Klub Krim Radičević 13    | Rapid Bukarest Polman 11             | 19.03.2023 14:00 Uhr | 26.03.2023 15:00 Uhr | 53 : 54 |
| Rokometni Klub Krim Radičević 13    | Rapid Bukarest Polman 11             | 29 : 24 (12 : 13)    | 24 : 30 (08 : 12)    | 53 : 54 |
| Rokometni Klub Krim Radičević 13    | Rapid Bukarest Polman 11             | 4800 Zuschauer       | 5000 Zuschauer       | 53 : 54 |

## Viertelfinale
| Mannschaft 1                         | Mannschaft 2                                      | Hinspiel             | Rückspiel            | Gesamt  |
| ------------------------------------ | ------------------------------------------------- | -------------------- | -------------------- | ------- |
| Team Esbjerg Mørk 15                 | CSM Bukarest Neagu 13                             | 30.04.2023 16:00 Uhr | 07.05.2023 16:00 Uhr | 65 : 59 |
| Team Esbjerg Mørk 15                 | CSM Bukarest Neagu 13                             | 32 : 28 (17 : 13)    | 33 : 31 (16 : 18)    | 65 : 59 |
| Team Esbjerg Mørk 15                 | CSM Bukarest Neagu 13                             | 2960 Zuschauer       | 5000 Zuschauer       | 65 : 59 |
| FTC-Rail Cargo Hungaria Malestein 15 | Metz Handball Bouktit 12                          | 29.04.2023 16:00 Uhr | 07.05.2023 14:00 Uhr | 59 : 58 |
| FTC-Rail Cargo Hungaria Malestein 15 | Metz Handball Bouktit 12                          | 26 : 32 (13 : 15)    | 33 : 26 (17 : 17)    | 59 : 58 |
| FTC-Rail Cargo Hungaria Malestein 15 | Metz Handball Bouktit 12                          | 2200 Zuschauer       | 4670 Zuschauer       | 59 : 58 |
| Odense Håndbold van Wetering 12      | Győri ETO KC Gros 19                              | 29.04.2023 18:00 Uhr | 06.05.2023 18:00 Uhr | 55 : 66 |
| Odense Håndbold van Wetering 12      | Győri ETO KC Gros 19                              | 27 : 29 (17 : 12)    | 28 : 37 (14 : 21)    | 55 : 66 |
| Odense Håndbold van Wetering 12      | Győri ETO KC Gros 19                              | 2234 Zuschauer       | - Zuschauer          | 55 : 66 |
| Rapid Bukarest Grozav 12             | Vipers Kristiansand Wjachirewa, S. Andersen je 12 | 30.04.2023 14:00 Uhr | 06.05.2023 16:00 Uhr | 56 : 71 |
| Rapid Bukarest Grozav 12             | Vipers Kristiansand Wjachirewa, S. Andersen je 12 | 25 : 31 (12 : 18)    | 31 : 40 (18 : 18)    | 56 : 71 |
| Rapid Bukarest Grozav 12             | Vipers Kristiansand Wjachirewa, S. Andersen je 12 | 5000 Zuschauer       | 2000 Zuschauer       | 56 : 71 |

## Final Four
Das Final Four wurde am 3. und 4. Juni 2023 in Budapest ausgetragen.
| Datum und Zeit              | Mannschaft 1            | Ergebnis      | Mannschaft 2        |
| --------------------------- | ----------------------- | ------------- | ------------------- |
| 3. Juni 2023, Sa. 15:15 Uhr | Győri ETO KC            | 35:37 (18:23) | Vipers Kristiansand |
| 3. Juni 2023, Sa. 18:00 Uhr | FTC Rail-Cargo Hungaria | 30:29 (13:17) | Team Esbjerg        |

### 1. Halbfinale
3. Juni 2023 in Budapest, MVM Dome, 18734 Zuschauer
Győri ETO KC: Toft, Leynaud – Oftedal (11), Gros  (9), Hansen (3), Nze Minko   (3), Haugsted (2), Brattset (2), Schatzl (1), Ryu  (1), Győri-Lukács (1), Broch   (1), Faluvégi  (1), Blohm , Fodor, Despotović
Vipers Kristiansand: Börjesson, Poulsen, Lunde Haraldsen – Roberts (8), Jeřábková  (7), Wjachirewa (5), Ježić   (4), Andersen (4), Knedlíková (4), Tchaptchet (3), Valle Dahl (2), Sercien-Ugolin, Dahlum, Waade, Høve, Hesselberg
Schiedsrichter:  A. Covalciuc, I. Covalciuc

### 2. Halbfinale
3. Juni 2023 in Budapest, MVM Dome, 20022 Zuschauer
FTC Rail-Cargo Hungaria: Janurik, Bíró – Malestein  (7), Bölk (6), Klujber  (5), Lekić (5), Stolle  (3), Szöllősi-Zácsik (3), Kisfaludy  (1), Szucsánszki , Hársfalvi, Márton , Tomori, Papp, Kukely, Cvijić 
Team Esbjerg: Kristensen, Milling, Poulsen – Mørk (7), Reistad (7), Ingstad (6), Breistøl (4), Tranborg  (2), Solberg   (2), Heindahl   (1), Nielsen, Møller, Türkoğlu, Jacobsen, Tolstrup, Jacobsen
Schiedsrichter:  Backović, Palačković

### Spiel um Platz 3
Das Spiel um Platz 3 fand am 4. Juni 2023 statt. Der Gewinner der Partie ist Drittplatzierter der EHF Champions League 2023.
| Datum und Zeit          | Mannschaft 1 | Ergebnis      | Mannschaft 2 |
| ----------------------- | ------------ | ------------- | ------------ |
| 4. Juni 2023, 15:15 Uhr | Győri ETO KC | 28:27 (16:09) | Team Esbjerg |

4. Juni 2023 in Budapest, MVM Dome, - Zuschauer
Győri ETO KC: Toft (1), Leynaud – Gros (6), Oftedal (5), Blohm (4), Brattset  (3), Nze Minko (3), Haugsted   (2), Győri-Lukács (2), Ryu (1), Fodor, Despotović (1), Hansen, Schatzl, Broch, Faluvégi, Farkas
Team Esbjerg: Kristensen, Milling, Poulsen – Ingstad (6), Reistad (5), Mørk (4), Breistøl (4), Türkoğlu (3), Heindahl (2), Tranborg    (2), Jacobsen (1), Nielsen, Møller, Solberg, Tolstrup, Jacobsen
Schiedsrichter:  Ünlü Hatipoğlu, Şimşek

### Finale
Das Finale fand am 4. Juni 2023 statt. Der Gewinner der Partie ist Sieger der EHF Champions League 2023.
| Datum und Zeit          | Mannschaft 1        | Ergebnis      | Mannschaft 2            |
| ----------------------- | ------------------- | ------------- | ----------------------- |
| 4. Juni 2023, 18:00 Uhr | Vipers Kristiansand | 28:24 (14:13) | FTC Rail-Cargo Hungaria |

4. Juni 2023 in Budapest, MVM Dome, 20022 Zuschauer
Vipers Kristiansand: Börjesson, Lunde Haraldsen – Wjachirewa (6), S. Andersen (6), Roberts  (5), Jeřábková  (4), Knedlíková (3), Høve (1), Ježić   (1), Tchaptchet  (1), Valle Dahl (1), Sercien-Ugolin, Dahlum, Waade, Hesselberg, M. Andersen
FTC Rail-Cargo Hungaria: Janurik, Bíró – Bölk  (5), Lekić (5), Cvijić (3), Szöllősi-Zácsik (3), Márton (2), Malestein (2), Klujber (2), Kisfaludy  (1), Stolle (1), Szucsánszki, Hársfalvi, Tomori , Papp, Kukely
Schiedsrichter:  Balvan, Praštalo

### Torschützenliste
Die Torschützenliste zeigt die drei besten Torschützinnen der EHF Champions League 2022/23.
Zu sehen sind die Nation der Spielerin, der Name, die Position, der Verein, die gespielten Spiele, die Tore und die Ø-Tore.
| Pl. | Nation     | Spieler           | Pos. | Verein              | Sp. | Tore | Ø    |
| --- | ---------- | ----------------- | ---- | ------------------- | --- | ---- | ---- |
| 1.  | Norwegen   | Henny Reistad     | (RM) | Team Esbjerg        | 19  | 137  | 7,21 |
| 2.  | Rumänien   | Cristina Neagu    | (RL) | CSM Bukarest        | 16  | 118  | 7,38 |
| 3.  | Tschechien | Markéta Jeřábková | (RL) | Vipers Kristiansand | 16  | 114  | 7,13 |